# Hexacentrus mundurra
Hexacentrus mundurra är en insektsart som beskrevs av Rentz, D.C.F. 2001. Hexacentrus mundurra ingår i släktet Hexacentrus och familjen vårtbitare. Inga underarter finns listade i Catalogue of Life.